# Sukodono (Kota Kendal)
Sukodono is een bestuurslaag in het regentschap Kendal van de provincie Midden-Java, Indonesië. Sukodono telt 2522 inwoners (volkstelling 2010).